# Karl-Böhm-Interpretationspreis
Der Karl-Böhm-Interpretationspreis des Landes Steiermark der Republik Österreich wurde 1998 zu Ehren des Dirigenten Karl Böhm gestiftet. Der zunächst ohne festgelegten zeitlichen Rhythmus vergebene Preis wird seit 2008 im Dreijahresrhythmus verliehen. Der mit 10.000 EUR (Stand 2018) dotierte Preis wird an Musikinterpreten oder Sänger vergeben. Er wird auf Vorschlag der Jury ohne Ausschreibung und jeweils nur an einen Preisträger (ungeteilt) verliehen. Seit 2018 wird er im Zweijahresrhythmus als Großer Interpretationspreis des Landes Steiermark vergeben.

## Bisherige Preisträger
- 1999 Wolfgang Bozic
- 2001 Johannes Chum
- 2004 Markus Schirmer
- 2006 Thomas Zehetmair
- 2008 Karlheinz Miklin
- 2012 Dimitrios Polisoidis
- 2015 Dirk Kaftan
- 2018 Sandy Lopicic[2]
- 2020 Günter Meinhart[3]